# Alexandre Bonnet
Alexandre Bonnet is een champagnehuis dat sinds 1970 in Les Riceys in de Côte des Bar gevestigd is. Het huis verbouwt op 47 hectare eigen wijngaard in de gemeente Les Riceys vooral de pinot noir die daar goed gedijt. Het huis gebruikt geen pinot meunier en voegt bij de jonge wijnen een groot aandeel wijn van eerdere oogsten uit de reserves in de kelder. Zo kan het huis ook in mindere wijnjaren een constante kwaliteit en stijl garanderen.
Het huis is HVE3-gecertificeerd sinds 2015. Het huis maakt deel uit van de groep Lanson-BCC.

## Champagnes
Het huis produceert volgend gamma:
- Champagne Blanc de Noirs
- Champagne Rosé
- Champagne Blanc de Blancs

Alsook deze enkele wijngaard-champagnes
- Champagne Les ContréesRosé  2019
- Champagne Les Contrées7 Cépages 2019
- Champagne Blanc de NoirsHardy 2019
- Champagne Blanc de NoirsLes Vignes Blanches 2019

## Stille wijnen
- Rosé des RiceysLa Forêt 2021
- Coteaux Champenois Blanc2021
- Coteaux Champenois Rouge2021